# The Human Terror (pel·lícula de 1924)
The Human Terror és una pel·lícula muda de gènere melodrama rural protagonitzada per Alec B. Francis i Margaret Seddon, la pel·lícula es va estrenar el 28 de febrer de 1924. Es considera una pel·lícula perduda.

## Repartiment
- Alec B. Francis
- Margaret Seddon